# Berberis impedita
Berberis impedita är en berberisväxtart som beskrevs av Camillo Karl Schneider. Berberis impedita ingår i släktet berberisar, och familjen berberisväxter. Inga underarter finns listade i Catalogue of Life.